# Гуру
Гуру (санскрит: м., गुरु, “guru”, ср. “тежак”, “врло значајан”) је религиозни назив за духовног учитеља у хиндуизму, сикизму, ђаинизму и тантричком будизму. Ово се темељи на филозофском разумевању значења знања у хиндуизму. Учитељ је за ученике незаменљив у њиховој потрази за знањем и путу ка “буђењу”, “пробуђености” из сна о стварности и способности сагледавања стварности каква она заиста јесте, како то виде ове религије. Ова титула је до данас међу припадницима наведених религија задржала врло значајно место у мери вредности. У тибетанском је гуру аналогно с “висок” (транслитерирано: Блама, изговара се Лама). На индонежанском гуру данас значи “учитељ”. 
Поред духовног вођства, данас се гуруима називају и учитељи уметности као што су певање и плес, јер се њима још и данас придаје снажно религиозно значење. 
У савременом западном коришћењу речи гуру то може означавати особу која својим религијским или филозофским учењем привлачи и окупља присталице. У ширем смислу речи, гуру може бити и стручњак с натпросечним знањем  и дугим искуством у неком подручју. У том смислу се понекад реч гуру може користити и у поспрдном значењу.